# Po Saktiraydapatih
Po Saktiraydapatih (?-1727) ou Po Saktiray Depatih, Po Saktiray Da Patih ou encore Po Saktiraydaputih, 
mentionné dans les sources vietnamiennes sous le nom de Kế Bà Tử (繼婆子), est un souverain vassal du Champā de la dernière dynastie Cham, il règne de 1695 à 1727.

## Origine
Po Saktiraydapatih est le frère cadet de  Po Saut. En 1692, Po Saut se révolte contre les  seigneurs Nguyễn et il est capturé. Le royaume de Champa est annexé par les  Vietnamiens et devient la province 
vietnamienne de  Bình Thuận phủ (平順府, actuellement Bình Thuận et Ninh Thuận); Po Saktiraydapatih est nommé gouverneur de Bình Thuận avec le titre de  « khám lý » (勘理).

## Règne
Les Chams reçoivent l’ordre de s'habiller avec des vêtements de style vietnamiens et sont contraints d'adopter leurs coutumes. En 1693, un aristocrate Cham, Oknha Dat (Ốc nha Thát, 屋牙撻), se révolte contre les 
seigneurs Nguyễn. Il obtient l'appui d'un émigrant chinois, A Ban (阿班).
Bien que la rébellion soit écrasée, Nguyễn Phúc Chu décide de restaurer l'autonomie du Champa sous la forme de la
principauté de Thuận Thành, car une épidémie de peste éclate à Panduranga. En 1694, Po Saktiraydapatih est couronné « roi de Champa », par le seigneur Nguyễn avec le titre de « Thuận Thành trấn vương » (順城鎮王, "roi de Thuận Thành trấn"), bien qu'il n'ait pas autorité sur les vietnamiens établis dans la région. Le palais royal se situait à Băl Canar, pas très loin de Phan Rí. Le roi disposait d'une compagnie de 30 soldats vietnamiens pour assure sa protection personnelle. 
En 1712, Po Saktiraydapatih obtient un « Traité sur cinq points » (Ngũ điều Nghị định) des Vietnamiens. Cet accord demeurera, du moins en théorie, valable jusqu'à  l'abolition du royaume 
indigène des Chams en 1832.
Po Saktiraydapatih entretient des relations étroites avec les seigneurs Nguyễn jusqu'à sa mort en 1728. Après sa disparition une rébellion anti-vietnamienne éclate, mais elle est rapidement vaincue. Toutefois des membres de sa famille seront autorisés à lui succèder pendant plusieurs générations.